# Isola di Akutan
Akutan (in lingua aleutina Akutanax) è una delle isole Aleutine orientali e appartiene all'Alaska (USA). Fa parte del sottogruppo delle Isole Krenitzin, nel gruppo delle Fox e si trova nel mare di Bering. L'isola, lunga circa 30 km, ha una superficie di 334,13 km². Sull'isola si trova il vulcano Akutan (1.303 m).
Al censimento del 2000 vi erano 713 persone che vivevano sull'isola, tutte nella città di Akutan all'estremità orientale dell'isola.

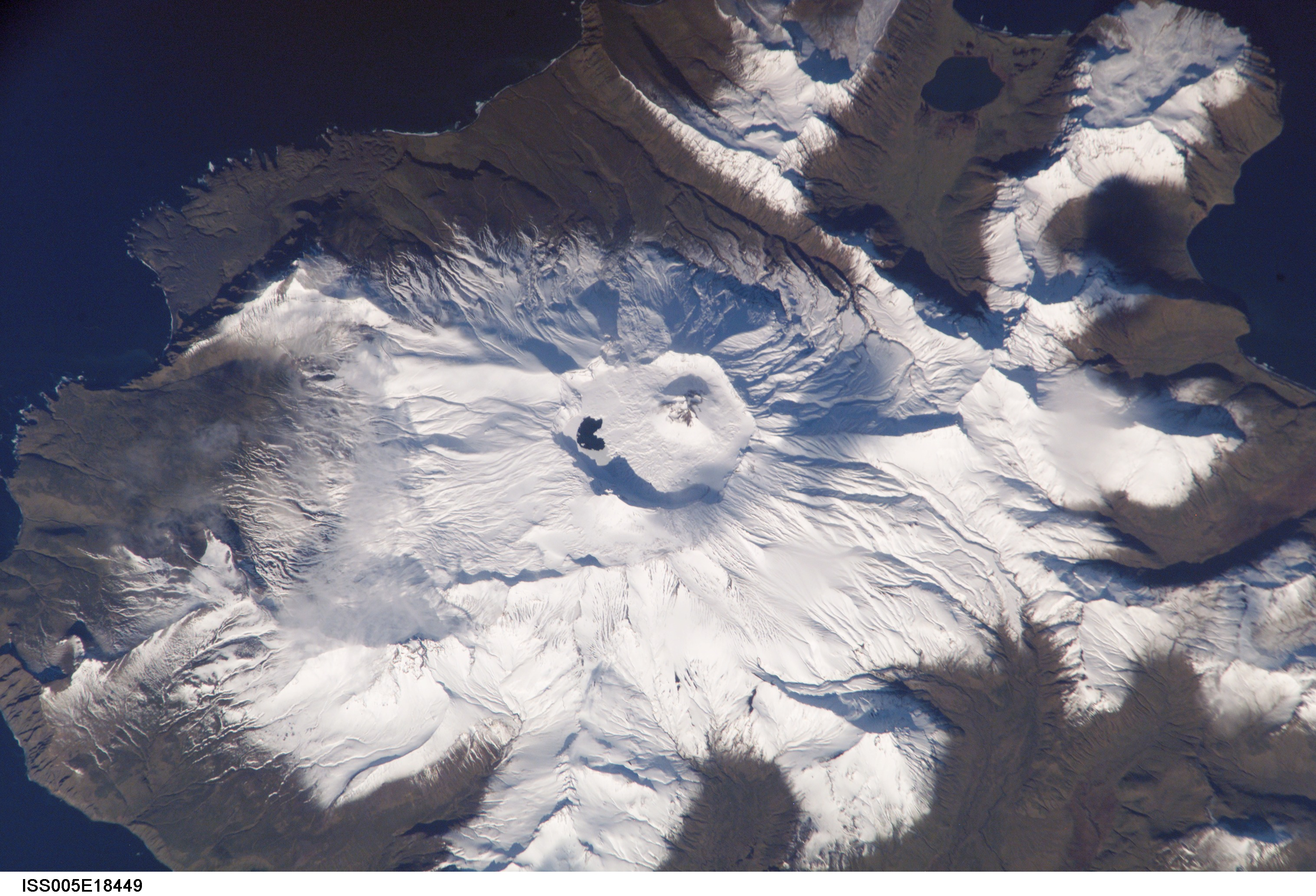
Visione satellitare dell'isola di Akutan

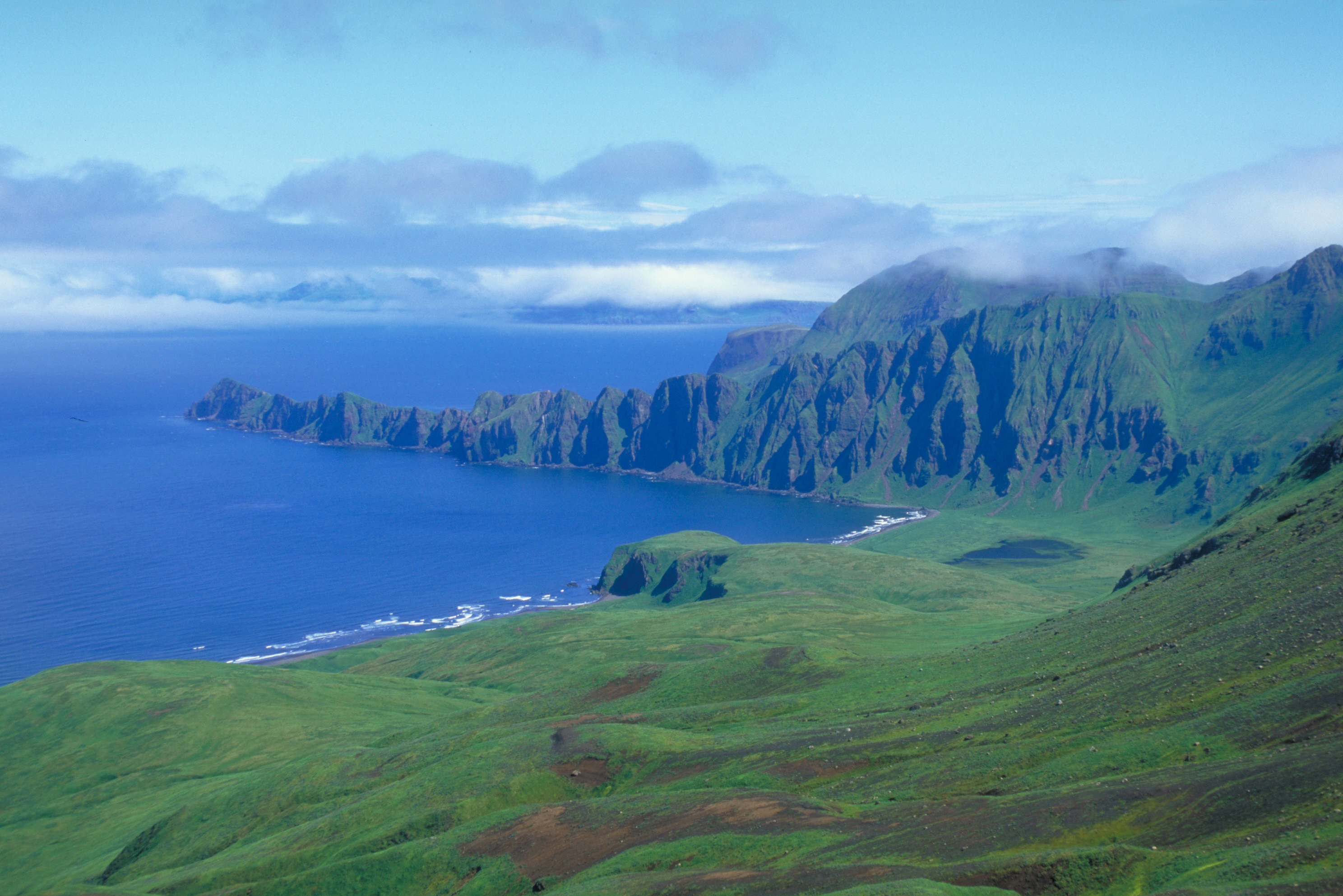
La baia di Hot Springs, sulla costa settentrionale dell'isola

## Storia
Akutan è un nome aleutino riferito dal capitano P.K. Krenicyn e dal tenente M. Levashev, della Marina imperiale russa, nel 1768 e riportato come Acootan da James Cook nel 1785. Il nome deriverebbe dalla parola aleutina "hakuta" che significherebbe "ho fatto un errore."
Durante la seconda guerra mondiale, un caccia giapponese Mitsubishi A6M Zero - soprannominato poi lo Zero di Akutan - fece un atterraggio d'emergenza sull'isola e fornì indicazioni agli americani su come contrastare la minaccia della forza aerea giapponese.